# PINK EYED SOUL
「PINK EYED SOUL」（ピンク・アイド・ソウル）は、日本のアイドルグループ・ピンク・レディーの解散後、再結成（4度目の結成）時に発表された通算24枚目のシングルである。1996年11月21日にビクターエンタテインメントより発売された。

## 解説
- 4度目の結成時のシングル。「不思議LOVE」以来12年ぶりのシングルであった。
- 作品のクレジットはPink Lady名義で発売。
- ビデオクリップも制作され、1996年12月28日にビクターエンタテインメントよりVHSビデオ『PINK EYED SOUL』として発売されている。
- 1997年に"再会PINK LADY"と称してコンサートが行われ、この「PINK EYED SOUL」もダンスパフォーマンス付きで披露された。

## 収録曲
1. PINK EYED SOUL
  - 作詞：Mie&Kei/補作詞：成奎安/作曲：OZ TAIRIKU/編曲：安藤高弘/コーラスアレンジ：北島靖之
  - 日清製粉マ・マー冷凍スパゲティーCMソング
  - 同年12月18日に発売されたベスト・アルバム『Mie&Kei 〜Pink Lady Best Selection〜』にも収録された。
2. BEST PARTNER
  - 作詞：Mie&Kei/補作詞：近藤由華/作曲：山田秀俊
3. PINK EYED SOUL*original karaoke
4. BEST PARTNER*original karaoke